# Andebu
Andebu és un antic municipi situat al comtat de Vestfold, Noruega. Té 5.937 habitants (2016) i la seva superfície és de 185,9 km². El centre administratiu del municipi és el poble homònim. Va ser establert l'1 de gener de 1838.
Andebu té grans àrees de bosc. Els principals pobles són Andebu, Høyjord, i Kodal. Els edificis de l'església als tres pobles són de l'edat Mitjana; el de Høyjord és una església de fusta (Església de fusta de Høyjord) que va ser construïda al voltant de 1150-1200.

## Informació general

### Nom
La forma del nom en nòrdic antic va ser Andabú. El significat del primer element és desconegut, el segon element bú significa districte. Abans del 1889, el nom s'escrivia Andebo.

### Escut d'armes
L'escut d'armes és modern. Se'ls va concedir el 12 de desembre de 1986. L'escut mostra tres triangles d'argent, cadascun dels tres pobles/parròquies del municipi: Andebu, Høyjord, i Kodal. Els tres triangles també formen la lletra A, l'inicial del municipi. El color verd representa l'agricultura i la silvicultura.